# Mighty Macs

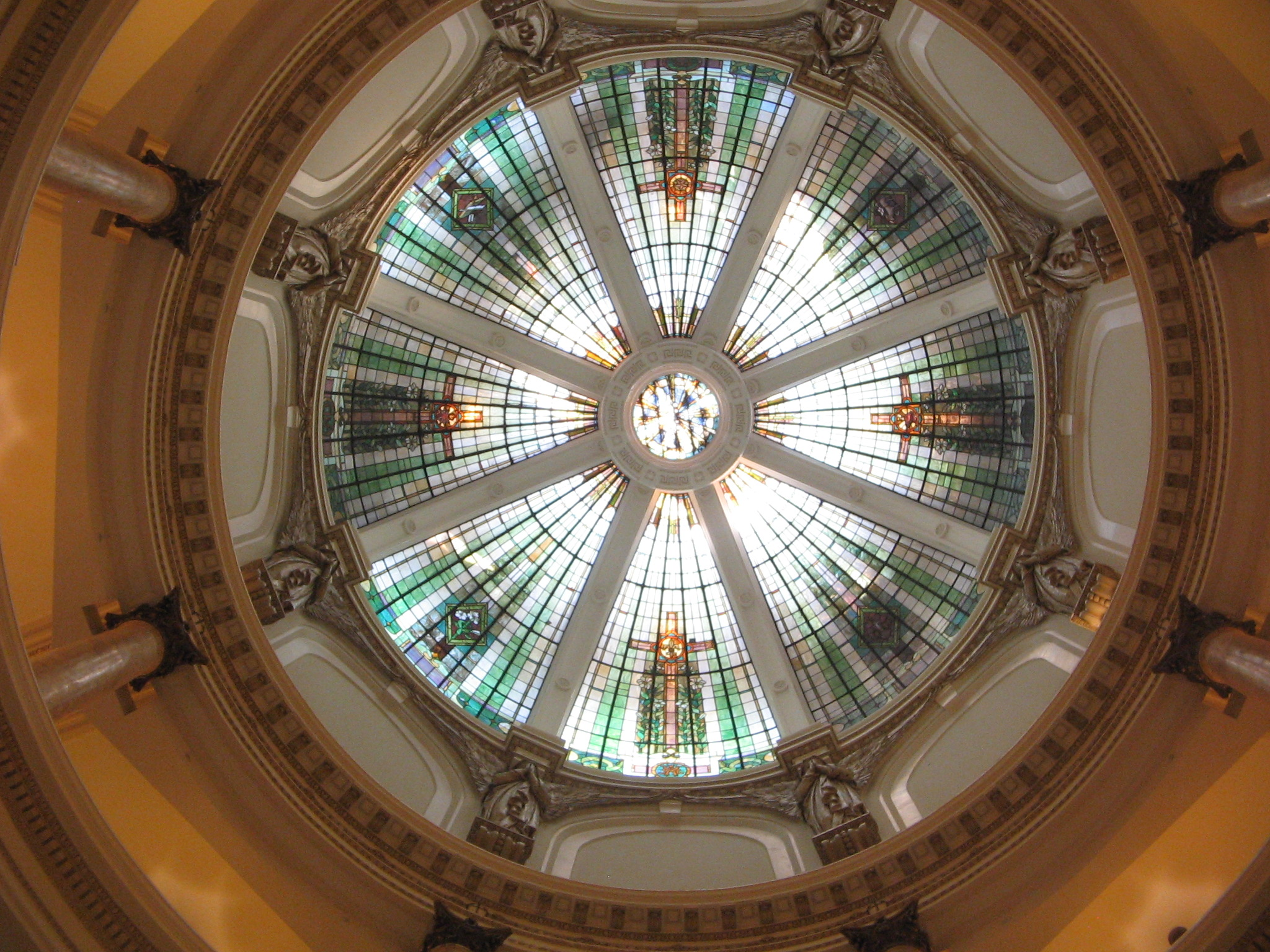
Kuppel der Rotunde der Immaculata University, in der die Macs am Aschermittwoch 1974 mit einem großen Bahnhof empfangen wurden.

Mighty Macs ist der Spitzname aller Sportteams der Athletikabteilung der Immaculata University in Malvern im Chester County, Pennsylvania. Besonderen Ruhm hat das Damen-Basketballteam Anfang der 1970er Jahre errungen, als die Collegemeisterschaft dreimal in Folge gewonnen werden konnte. Jene Teams von 1972 bis 1974 wurden 2014 in die Naismith Memorial Basketball Hall of Fame aufgenommen und ihre Taten verfilmt.

## Die Hochschule
Die Immaculata University wurde 1920 von der Kongregation der Schwestern, Dienerinnen des unbefleckten Herzens Marias 32 Kilometer außerhalb von Philadelphia als Mädchen-College Villa Maria gegründet. 1928 erfolgte die Umbenennung. Kardinal Dennis Dougherty, dessen Autorität in der Zeit nach dem Zweiten Vatikanischen Konzil Unverständnis wecken mag, etablierte zwischen 1918 und 1951 ein umfassendes Bildungssystem von der Grund- bis zur Hochschule in der Erzdiözese von Philadelphia für nahezu 100 % der Gemeindejugend und ausschließlich spendenfinanziert. Viele Nonnen wurden in diesem System eingesetzt und ermöglichten so eine schulgeldfreie Highschool-Bildung. Die katholische Jugend profitierte auch von den moderaten Studiengebühren und konnte so anders als in anderen Städten etwa auch als Unterschichtssprössling eine Hochschule besuchen. Neben dem Bildungssystem gab es Banken, Versicherungen, Betriebe und Krankenhäuser, die eine konfessionelle Betreuung in nahezu allen Lebensbereichen ermöglichten.
Immaculata hatte sogar geringere Studiengebühren als vergleichbare Colleges in Pennsylvanien und richtete sich explizit an Einwanderer der zweiten und dritten Generation aus der Arbeiterschicht. Den Schützlingen sollte ein bürgerliches Auftreten beigebracht werden und die Studiengänge hatten selten eine Karriere als Ziel, da angenommen wurde, dass junge Mädchen nach der Hochzeit aus dem Berufsleben ausscheiden würden, weswegen das Hauptaugenmerk auf die freien Künste und die Geisteswissenschaften gelegt wurde.
Das Immaculata College erhielt 2002 die Universitätswürde und ist seit 2005 koedukativ, auch wenn die Studentenschaft noch immer zu fast 75 % weiblich ist (Stand: 2018).

## Die Athletikabteilung der Hochschule
Die in himmelblau und weiß spielende Athletikabteilung des Immaculata Colleges existiert seit 1939 und ihre Athleten hießen bis in die 60er Jahre „Mackies“, während der Term „Macks“ für die Nonnen reserviert war. 1965 votierte die Studentenschaft für den Scotch Terrier als Maskottchen, was in Anlehnung an schottische Clannamen zu dem Spitznamen „Macs“ führte. Das „Mighty“ kam erst durch den Lokaljournalisten der West Chester Daily Local News George Heaslip nach der ersten Collegemeisterschaft hinzu.
Die Athletikabteilung spielt in Division III der National Collegiate Athletic Association (NCAA), was Sportstipendien ausschließt. Bis 2017/18 spielte die Hochschule in der Colonial States Athletic Conference und tritt seit 2018/19 in der neugegründeten Atlantic East Conference an.
| Von beiden Geschlechtern ausgeübte Sportarten:         |                                                    |
| - Basketball - Fußball - Geländelauf - Golf - Lacrosse | - Leichtathletik - Schwimmen - Tennis - Volleyball |
| Von den Damen ausgeübte Sportarten:                    | Von den Herren ausgeübte Sportarten:               |
| - Softball - Feldhockey                                | - Baseball                                         |

## Damenbasketball in den Vereinigten Staaten
Der im protestantischen YMCA entwickelte Basketball setzte sich schnell als die bevorzugte Sportart der Arbeiterklasse durch. Der Sport kam in der Enge urbaner Arbeiterviertel ohne erforderliche Ausrüstung mit geringstem Platz aus, weswegen er in kürzester Zeit zur Kultur katholischer, jüdischer und spätestens seit der Great Migration auch afrikanisch-amerikanischer Unterschichten gehören sollte. Im katholischen Teil Philadelphias wurde aus Geldmangel deswegen meist ausschließlich Basketball als Schulsport angeboten. Zur Verbreitung des Basketballs in Philadelphia trug außerdem zum einen das Verbot „nationaler“ Kirchengemeinden bei, was schließlich zu einer Innen- wie Außenansicht jener Deutschen, Iren, Italiener, Polen und anderer als „katholische Amerikaner“ im Gegensatz zu „europäischen Einwanderern“ und damit zu einer weitläufigen und selbstbewussten Gemeinde führte. Zum anderen trug die Philadelphia Catholic League, eine 1920 von Monsignor John Bonner gegründete Highschool-Liga für Basketball, American Football und Leichtathletik, zur Verbreitung des Basketballs bei. Für Bonner gehörte sportlicher Wettbewerb auf Grund der ihm innewohnenden moralischen Lektionen zur Erziehung dazu. Als er 1926 zum Superintendenten der Schulen ernannt wurde, setzte er deshalb selbstverständlich auf den Ausbau dieser Liga, die in und um Philadelphia dermaßen dominant war, dass die dem YMCA nachempfundene Catholic Youth Organisation (CYO) in Philadelphia erst vergleichsweise spät Ende der 1940er Jahre Fuß fasste. Dem Damenbasketball kam hierbei Kardinal Doughertys Überzeugung der nach Geschlechtern zu trennenden Erziehung zugute. Anders als in anderen armen Diözesen wurden nämlich immer zwei Schulen errichtet, eine für Jungen und eine für Mädchen. Und so nahmen die Damen zwangsläufig ebenfalls am sportlichen Wettbewerb teil.
Was keineswegs selbstverständlich war. Denn Damensport war in den USA im Gegensatz zu Europa bedeutend länger umstritten und wurde nicht vor den 1950er und 1960er Jahren allgemein akzeptiert, nachdem sich der Kalte Krieg zwischen den USA und der UdSSR auf die Aschenbahnen verlegt hatte. Anfang des 20. Jahrhunderts wurde Frauen etwa abgeraten, zu ausgiebig am großen Radfahr-Trend teilzunehmen, um die Entstehung des „Radfahrer-Gesichts“ zu vermeiden. Es wurde ferner befürchtet, dass Sport die Reproduktionsorgane schädigen könne und es wurde vor einer allgemeinen Maskulinisierung körperlicher und geistiger Natur gewarnt. Dazu vertrug sich der sportliche Wettbewerb nicht mit vermeintlich weiblichen Tugenden und Eigenschaften. Deswegen trafen sich Colleges häufig zu sogenannten Play Days, an denen sich die Athletik-Teams aufteilten und paritätisch aus beiden Teams bestehend neu zusammensetzten und Sport gespielt werden konnte. Es war beabsichtigt, den Wettbewerb zu Gunsten der Kooperation in den Hintergrund treten zu lassen. Darüber hinaus sollte der Körperkontakt reduziert werden, was zu speziellen Damen-Regeln führte, denn Sport für Damen wurde durch Mittel- und Oberschichts-Augen lediglich als Zeitvertreib für nicht arbeitende Ehefrauen betrachtet, während Unterschichtsfrauen harte körperliche Betätigung selbstverständlich von Kindesbeinen an gewohnt waren.
Ende des 19. Jahrhunderts war ein Regelkomitee der Division for Girls’ and Women’s Sports (DGWS) entstanden, an dem die „Mutter des Damenbasketballs“ Senda Berenson Abbott teilnahm, und das der angeblich nachgiebigen weiblichen Natur Rechnung tragen sollte. Zwei Jahre zuvor im Jahre 1897 hatte Alice Bertha Foster vom Bryn Mawr College noch einen medizinischen Feldzug für die Vorteile des Damenbasketballs führen müssen, immerhin trugen Frauen zur damaligen Zeit noch Korsette. Diese Regeln führten zu einer Aufteilung des Spielfeldes in drei, später zwei Teile, die von den sechs Spielerinnen pro Team nicht verlassen werden durften. Anfang der 1960er Jahre wurde der Rover eingeführt, eine Spielerin, die in beiden Spielhälften agieren durfte. Limitiert waren auch die Dribblings, sie steigerten sich von einem Dribbling vor dem Pass über zwei und drei zu einer unbegrenzten Zahl an Dribblings. Diese Regeln galten auf Collegeebene im Nordosten der USA bis 1971 und in Iowa sogar bis in die 1990er Jahre. Am Immaculata College galt Körperkontakt immer als Foul und selbst legale Steals oder Sprungbälle wurden sanktioniert, um die Aggression einzuschränken – dazu kam ein Entschuldigungsritual – und um damenhaftes Verhalten zu betonen.
Frauen spielten natürlich auch nach Männerregeln. Ora Mae Washingtons Philadelphia Tribune Girls der 20er und 30er Jahre spielten beispielsweise nahezu ausschließlich Ganzfeld-Basketball. Denn die DGWS regulierte nur College-Basketball und nicht professionelle und semi-professionelle Werks- und Challenge-Teams, den Wettbewerb der Amateur Athletic Union (AAU) oder den Highschoolsport. In der Philadelphia Catholic League wurde dennoch nach DGWS-Regeln gespielt, was wahrscheinlich der frühen Aufnahme des Spielbetriebes geschuldet war, als es noch keine Konkurrenz durch öffentliche Schulen gab bzw. diese keinen inter-schulischen Basketball anboten und lediglich innerhalb der eigenen Mauern spielen ließen. In den kinderreichen Familien der Einwanderer spielten die Töchter dagegen in ihrer Freizeit auf Spielplätzen oder hinter dem Haus naturgemäß mit Brüdern und Eltern Basketballvarianten wie „Drei gegen Drei“ oder „H-O-R-S-E“ und dies in geschwisterlicher Rivalität meist äußerst intensiv. Informelle Immaculata-Teams gab es deswegen bereits in den 20er Jahren vor der Gründung der Athletikabteilung. Damenbasketball war in Philadelphia und Umgebung jedenfalls angesehen und Highschool-Spielerinnen wie Liz Ann Kelly, Schwester von Grace, spielten vor vierstelligen Zuschauerzahlen. Spielerinnen des Immaculata Colleges setzten sich so meist aus den Kapitäninnen ihrer ehemaligen Highschool-Teams zusammen.

## Die Mighty Macs
Ihren ersten Erfolg feierten die Mackies 1946, als es weder Turniere noch Meisterschaften für Damen gab, mit dem Gewinn der Mythischen Meisterschaft. Eine Mythische Meisterschaft ist ein Finale oder eine Finalserie zwischen zwei in einer Saison konsensuell als die besten angesehenen Mannschaften. Am ehrenvollsten ist natürlich eine Perfekte Saison ohne Niederlage, es werden aber auch Über-Kreuz-Vergleiche zur Bestimmung der Spielstärke herangezogen. Diese Bestimmung ist genauso gut oder schlecht wie die Bestimmung durch die Tabelle eines Ligenbetriebes.
Kapitän Eva „Evie“ Adams (Atkinson), Betty und Peggy Bissinger, Rita Haley, Pat Brennan und Helen „Toddy“ Kirsch, die später unter ihrem Ordensnamen Schwester Marita David Kirsch bekannt wurde, sollten die Owlettes der Temple University schlagen, die unter ihrem Coach Pat Collins in den 1940er Jahren eine wahre Basketball-Dynastie aufgebaut hatten. Immaculata-Coach Marie Schultes (McGuinness), Teamchef von 1943 bis 1947, hatte selbst an der öffentlichen und koedukationalen Temple University unter Mentorin Collins studiert. Bis zu jenem 5. März, einem Dienstag, war Temple ganze vier Jahre ungeschlagen geblieben.
Basketball hatte einen hohen Stellenwert am Immaculata College. Beverly Blee (später Schwester Agnes Frederick Blee bei einem anderen Orden) entsinnt sich in Julie Byrnes O God of Players, trotz der Gefahr eines Schulverweises mit einigen Freundinnen verbotenerweise per Anhalter zu einem Highschool-Spiel gefahren zu sein. Die Studentinnen wurden ausgerechnet vom Collegepräsidenten Monsignor Francis Furey aufgelesen, der zum selben Spiel wollte. Auch Immaculata-Absolvent und Highschool-Basketball-Star Schwester Mary of Lourdes McDevitt machte, als sie 1954 zu seiner Nachfolgerin ernannt wurde, keinen Hehl aus ihrer Sympathie für das Basketball-Team. Obwohl das Budget klein war, fand Schwester Mary immer Sponsoren für Uniformen, Snacks und Bälle. Und als 1967 das Field House niederbrannte, sammelte sie in Rekordzeit Geld für eine Multifunktionshalle, die 1971 eröffnet werden konnte. Die vielen Jahre vor 1950 und zwischen 1967 und 1971 ohne eigenen Spielort befeuerten jedenfalls den Mythos des Arbeiterklassen-Underdogs der katholischen Hochschule.
Dieser Mythos spiegelte sich in der Diskrepanz zwischen Internatsschülerinnen und Pendlerinnen. Nur Internatsschülerinnen sprach man das typische College-Erlebnis zu, was zu größerem Ansehen und einem höheren Status mit mehr Ämtern führte, während sich die Pendlerinnen eher als „geduldet“ empfanden. Das Basketballteam speiste sich hingegen zumeist aus eben jenen „Underdog“-Pendlerinnen, die sich nach Schulschluss auf den Straßen und Spielplätzen der Innenstadt zum Basketballspielen treffen konnten. Im Team verblichen diese Unterschiede jedoch, und Pendlerinnen durften sich in den Schlafräumen der Internatsschülerinnen umziehen.
Die Studentinnen bewunderten ihre weiblichen Coaches als Rollenmodelle, was später in den 60er Jahren auch auf ihren methodistischen Coach Jenepher Shillingford und die baptistische Cathy Rush in den 70er Jahren zutreffen sollte. Es ist unklar, ob das milde und nachgiebige Marienbild des Ordens jemals eine Vorbildfunktion für die Studentinnen haben sollte, denn bereits in den 40er Jahren war das Ziel der Erziehung die ökonomisch wie spirituell unabhängige Frau als katholische Führungspersönlichkeit. Die Studentinnen selbst empfanden die Nonnen als Feministinnen und nahmen das Image der „Dame“ voller Stolz an. Die Spielerinnen betonten deswegen ihre Weiblichkeit auf und abseits des Spielfeldes, folgten dem schulinternen Dresscode (Strümpfe, Röcke mit Mindestlänge, keine ärmellosen Kleider) und trugen auf dem Feld und bis 1963 selbst im Training Unterwäsche und Büstenhalter, darüber Bloomers (was Daisy Duck trägt), lange schwarze oder blaue Baumwollstrümpfe mit Strumpfhaltern, eine weiße Bluse und darüber Tuniken mit Gürtel und bisweilen Schürze, sowie Socken und Schuhe, meist Chuck Taylor’s Hi-Tops. Das Image der „Dame“ kann neben Geschlechternormen aber auch für eine katholische Identität stehen, da gesellschaftliche Identitäten immer auch die Realität reflektieren und interpretieren.
Beliebt waren unter den Spielerinnen deswegen die gemeinsamen Reisen, weil diese den Horizont erweiterten, gleichzeitig aber auch beschützten. Auf diesen Reisen identifizierten sich die Mackies und später die Macs mit anderen Frauen, sie stärkten mit den Reisen aber auch gleichzeitig ihre eigene Gemeinschaft angesichts ihrer Andersartigkeit als Katholikinnen. Viele Gegner boten dem Team an, ihre Uniformen für sie zu verbrennen, damit sie neue bekämen, doch die Tuniken hielten sich bis 1972 und Shorts durften erst ab 1974 getragen werden.
Spiele von großem Stellenwert waren naturgemäß Spiele gegen protestantische Colleges, denn Siege schienen so die Diskriminierung der Katholiken auf dem Spielfeld zu „rächen“, zudem Spiele gegen „reiche“ katholische Colleges wie den Erzrivalen Rosemont, weil sie den Mythos des Underdogs fütterten und selbstverständlich Spiele gegen Colleges, die Sport als Hauptfach anboten oder sogar Sportstipendien vergaben, weil dies der „Würde des Spiels“ zu widersprechen schien. Der Sieg gegen den 15-maligen AAU-Meister der semiprofessionellen Wayland Baptist Flying Queens im Jahre 1975 wurde deswegen besonders wohlwollend zur Kenntnis genommen. Spiele mit einem besonderen Charakter waren auch Spiele gegen Historisch schwarze Colleges. Die Mighty Macs pflegten gern ihr Image als Damen mit Straßenglaubwürdigkeit, fühlten sich gegen afrikanische Amerikanerinnen durch Spielweise und Trash Talk hingegen schwach und bedroht. Interessant, dass dreißig Jahre zuvor die Spielerinnen des (schwarzen) Bennett College angesichts der Philadelphia Tribune Girls ähnlich empfanden. So wurde beispielsweise mokiert, dass die Newsgirls in der Halbzeitpause einen Schluck aus der Maisschnaps-Pulle nahmen.
Als die katholischen Einwanderer in den 60er Jahren zu weißen Amerikanern wurden, war die Hautfarbe ein Faktor der Identität, wie bereits Kareem Abdul-Jabbar als junger Lew Alcindor schmerzlich erfahren musste. Weiße Intellektuelle empfanden Rasse als einen größeren Unterschied denn Nationalität, Sprache oder Religion, sie fühlten sich in einer Travestie der Geschichte von Schwarzen bedroht oder sie rühmten sich einer „Farbenblindheit“, die doch nur dazu diente, schwarze Kultur zu leugnen oder zu absorbieren. Diese Fälle verteidigen Weißsein sämtlich als Privileg.
Das Immaculata College hatte aber bereits seit 1936 einen Interracial Club, der einem weißen Katholizismus mit seinem Wirken widersprach. Für die Mighty Macs selbst spielten ab 1974 schwarze Spielerinnen, nachdem das College seit den 60er Jahren von Schwarzen besucht wurde. Protestanten durften seit seiner Gründung am College studieren.
Die Spielerinnen verliehen ihrer Identität als Katholikinnen Ausdruck, indem sie sich vor Freiwürfen bekreuzigten, am Spieltag ein Schweigegelübde zwischen den Seminaren ablegten und zusammen oder alleine beteten oder die Kirche besuchten. Sie beteten zu Gott und zum Schutzheiligen der Sportler St. Christophorus, den sie in den Jahren, als ihm die Heiligkeit aberkannt war, mit „Mr. Christophorus“ ansprachen, für den Sieg, obwohl das laut den Nonnen gar nicht möglich war. Diese beteten vielmehr für Schutz und Leitung. Die Nonnen hatten an der Schule eine eher spirituelle Umwelt geschaffen, anstatt lediglich Katholizismus zu oktroyieren. Und so vermischte sich der Term „Spirit“ (= Geist) zu einem Team, School und Holy Spirit. Das Team vermeinte jedenfalls häufig, eine Gegenwart zu verspüren, die größer als die Teile seiner selbst war, die dramatische Verdichtung einer göttlichen Nähe. Um mit Ritualen eine solche Geborgenheit zu erleben, betete das Team vor Spielen gemeinsam:
O God of Players, hear our prayer

To play this game, and play it fair,

To conquer, win, but if to lose

Not to revile, nor to abuse

But with understanding, start again,

Give us strength, O Lord, Amen.
Die Fans hingegen sangen Kirchenlieder und als Teamhymne das apokalyptische When the Macs Go Marching In in einer Abwandlung des schwarzen Spirituals When the Saints Go Marching In, der das Jüngste Gericht beschwört.

## Title IX und das Ganzfeldspiel
Nach der Einführung des Rovers durch die DGWS 1961 bildeten DGWS und AAU 1965 ein gemeinsames Regelkomitee. Die Commission on Intercollegiate Athletics for Women (CIAW) ließ in der Saison 1969/70 und 1970/71 erstmals probeweise das Ganzfeld zu. 1971/72 ging aus ihr mit Genehmigung der DGWS die Association for Intercollegiate Athletics for Women (AIAW) hervor, um Schulen Mitgliedschaften und demokratische Repräsentation zu gewährleisten. Im ersten Jahr waren in Abgrenzung zur National Collegiate Athletic Association Sportstipendien sogar vollständig verboten. Die AIAW organisierte 1972 das erste von elf Basketballturnieren, bis die AIAW im Zuge von Title IX 1982 von der NCAA absorbiert wurde. Die NCAA hatte 1982 die erste NCAA Division I Basketball Championship für Frauen in Konkurrenz zum AIAW-Turnier veranstaltet, so dass es 1982 zwei Meister gab. Oder auch drei, denn daneben gab es darüber hinaus bereits seit dem Vorjahr ein von der National Association of Intercollegiate Athletics (NAIA) organisiertes Konkurrenzturnier.
Jenepher Shillingford hatte während ihrer Amtszeit von 1961 bis 1970 im Training ab und zu Ganzfeld spielen lassen. Als sie 1970 Direktorin der Athletikabteilung wurde, verpflichtete sie für ein Jahresgehalt von 450 Dollar die junge Mutter Cathy Rush vom Lokalrivalen West Chester State College, die erst zwei Jahre zuvor ihren Abschluss in Sport gemacht hatte und bisher lediglich ein Junior-College für eine Saison trainiert hatte. Rush hatte noch unter Coach Lucille Kyvallos gespielt, die selbst das Ganzfeldspiel trainieren ließ und 1966 entlassen werden musste, weil sie Verbandsregeln verletzte, indem sie bei einem AAU-Turnier anzutreten versuchte. Deren Nachfolgerin Carol Eckman trat jedoch ebenfalls vehement für eine Regeländerung ein.
Cathy Rush war mit Ed T. Rush, einem Referee der National Basketball Association (NBA), verheiratet und suchte eine Ablenkung für die NBA-Saison. Im Vergleich zu West Chester war das Immaculata College ein Abstieg: Es gab weder Essens- noch Reisepauschalen. Dafür arbeiteten mittlerweile viele ehemalige Spielerinnen an örtlichen Highschools, die ihre besten Spielerinnen zum Immaculata College schickten. Dort besuchte Rush wie zuvor Shillingford die Messe und kam gut mit den Nonnen aus, die sie „Pinguine“ nannte, während diese sie wie auch ihre Spielerinnen humorvoll missionieren zu wollen drohten.
In ihrem zweiten Jahr als Coach, dem ersten mit einer nationalen Meisterschaft, erzielte Rush eine Siegesbilanz von 24—0 Siegen während der regulären Saison. Die einzige Niederlage gab es im Finale des regionalen Qualifikationsturniers in Towson, Maryland gegen ihre Alma Mater. Immaculata schaffte es neben den zehn Meistern als punktbestes Team der Conference dennoch unter die letzten 16 zu den nationalen College-Meisterschaften in Normal (Illinois). Beinahe hätte das Team aber gar nicht die Reise antreten können, denn Geld für Flugreisen war nicht vorgesehen. Schwester Mary of Lourdes McDevitt sprang aber ein und überredete jedes einzelne Vorstandsmitglied, wenigstens ein Flugticket zu bezahlen. Von den elf Spielerinnen konnten acht zusammen mit Rush per Standby-Flug nach Chicago geschickt werden.
Mit Keksdiät und zu zweit in einem Hotelbett schlafend gelang den Macs das Wunder: Zwischen dem 16. und 19. März 1972 gelangten sie als Seed 15 bis ins Finale, um ihrem Rivalen von der anderen Seite der Stadt zu begegnen und West Chester State 52—48 zu schlagen. Den Spielerinnen selbst war nicht klar, dass sie Geschichte schrieben. Sie hatten nichts von dem Turnier gewusst, kannten kein Seeding und abgesehen vom Basketballspiel verhielten sie sich wie Schulmädchen auf Klassenfahrt, stopften sich mit Junk Food voll und schauten auf dem Hotelfernseher fern. Das Team wurde erster Klasse nach Hause geflogen und am Flughafen von 600 Fans erwartet. Frauenbasketball war eine katholische Tradition gewesen und diese Tradition wirkte auf einmal frisch und neu.
Kurz vor der Saison 1972/73 verabschiedete der Kongress Title IX als Teil der Bildungsnovellierung von 1972 (Education Amendment of 1972), der sexuelle Diskriminierung an bundesfinanzierten Bildungseinrichtungen verbot. Jene Einrichtungen wurden verpflichtet, Chancengleichheit auf allen Ebenen herzustellen, auch was Sportangebote und Stipendien betraf. Bevor die Gesetzesnovelle wirksam werden konnte, wurde sie durch den Widerstand der großen American-Football-Hochschulen zunächst bis zum Sommer 1975 in langwierigen Gerichtsstreits blockiert. Die Handhabe des Gesetzes war gering im Vergleich zu seiner Macht in der Vorstellung der amerikanischen Öffentlichkeit. Erste Änderungen zeichneten sich dennoch ab. Die Mighty Macs, die Nonnen und Cathy Rush wussten, dass ihr Fenster zum Ruhm sich bald schließen würde, denn gegen das Geld der großen Universitäten konnte Immaculata nicht bestehen. Zunächst spielten die Macs jedoch eine Perfekte Saison und zogen zwischen dem 22. und dem 25. März 1973 problemlos ins Halbfinale am Queens College in New York ein. Gegen Southern Connecticut State erlebten sie starken Widerstand und lagen das gesamte Spiel über in Rückstand. Im Alleingang erkämpfte Theresa Shank (Olympia Bronze 1992 und langjähriger College-Coach) den Sieg in den letzten drei Minuten. Im Finale gelang der Sieg gegen die Gastgeberinnen des Queens College unter Cathy Rushs ehemaligem Coach Lucille Kyvallos.
Das Queens College nahm in der Saison 1973/74 Revanche und beendete an einem symbolträchtigen Aschermittwoch Immaculatas Serie von 35 Siegen in Folge. Verbliebene Fans, Kommilitonen und Nonnen bereiteten dem Team am selben Abend zu mitternächtlicher Stunde einen großen Empfang in der Villa Maria Hall, der Rotunde des Collegegebäudes, um seine Leistungen in der Stunde der Niederlage anzuerkennen. Die restlichen Spiele wurden gewonnen und das Team reiste mit drei Bussen voller Spielerinnen, Fans und Nonnen in einer 28-Stunden-Fahrt zur Kansas State University für das nationale Meisterschaftsturnier vom 20. bis zum 23. März 1974. Der schwerste Gegner wartete erneut im Halbfinale mit dem William Penn College aus Iowa, das mit drei Punkten Unterschied verlor. Im Finale trafen die Mighty Macs auf das Mississippi College und sicherten sich den dritten Titel in Folge. Im Juli brach das Team zu einer von AIAW und der Victorian Basketball Association gesponserten Tour nach Australien auf und war damit das erste Damen-College-Team, das im Ausland spielte.
Mit der zweiten Titelverteidigung war die Sicht auf Damenbasketball endgültig verändert und die Medien nahmen Notiz. Dabei wurde zuweilen die Diskrepanz von weiblichem Pioniertum und althergebrachtem Weiblichkeitsideal der Macs insbesondere angesichts von Rushs Attraktivität ausgebeutet. Die Macs zogen als Cinderella-Team aber auch viele Fans auf ihre Seite, weil ihr Spiel als unbefleckt von Kommerz betrachtet wurde. Vor der Saison 1974/75 ist jedenfalls noch nie ein Damenbasketballspiel im nationalen Fernsehen gesendet worden. Im Januar besiegten die Macs die University of Maryland 80—48. Die Spiele waren gewiss ansehnlich und schnell, weil in dieser Saison Jahre vor den Herren die 30-Sekunden-Shotclock eingeführt wurde. Einen Monat später waren die Macs zusammen mit dem Queens College das erste Damen-Team im Madison Square Garden in einem Doubleheader mit der Fairfield University und der University of Massachusetts. Die Hälfte der 12000 Zuschauer verließ nach dem Spiel der Macs die Halle.
Beim Meisterschaftsturnier der AIAW-Division I zwischen dem 19. und dem 22. März 1975 an der James Madison University in Harrisonburg (Virginia) besiegte Immaculata im Viertelfinale Wayland Baptist, unterlag im Finale mit 81—90 aber dem nächsten Team, dem ein Three-peat gelingen sollte, der von Lily Margaret Wade gecoachten Delta State University aus Cleveland (Mississippi). 1976 lautete die Finalpaarung ebenfalls Macs gegen Delta und erneut unterlag Immaculata 64—69 der Stipendiaten-Schule. 1977 war für die Macs im Final Four gegen die Lady Tigers der Louisiana State University Schluss. Immaculata belegte den vierten Platz. Title IX begann, sich bemerkbar zu machen. Die großen Hochschulen konnten ihren Spielerinnen im Gegensatz zum Immaculata College Stipendien bieten und Coaches bezahlen, so dass mit der Ausschüttung der Bundesmittel die meisten weiblichen Coaches in der Folge die Kontrolle über ihre Teams und Athletikabteilungen verloren. Das Spielniveau stieg jedoch auf lange Sicht und Anomalien wie Immaculata und Queens schwanden aus dem Bewusstsein. Cathy Rush setzte sich 1977 als Coach mit einer Bilanz von 149—15 Siegen und einer Quote von 90,9 % zur Ruhe. Sie wurde 2008 als Coach in die Naismith Memorial Basketball Hall of Fame aufgenommen. 2014 folgte die Aufnahme der Meisterschaftsteams von 1972-1973-1974.

## Die Teams

### 1971/72
Denise Conway (Crawford), Elizabeth „Betty Ann“ Hoffman (Quinn), Judy Marra (Martelli), Maureen Mooney, Rene Muth (Portland), Sue (Forsyth) O’Grady, Patricia Opila, Janet Ruch (Boltz), Theresa Shank (Grentz), Maureen Stuhlman, Janet Young (Eline)
Cathy Rush (Head Coach), Rene Mack (Student Manager)

### 1972/73
Denise Conway (Crawford), Marianne Crawford (Stanley), Elizabeth „Betty Ann“ Hoffman (Quinn), Judy Marra (Martelli), Maureen Mooney, Rene Muth (Portland), Janet Ruch (Boltz), Ann Sadowski, Theresa Shank (Grentz), Maureen Stuhlman, Janet Young (Eline)
Cathy Rush (Head Coach)

### 1973/74
Denise Conway (Crawford), Marianne Crawford (Stanley), Barbara Deuble (Kelly), Tina Krah, Marie Liguori (Williams), Judy Marra (Martelli), Patricia Mulhern (Loughran), Rene Muth (Portland), Mary Scharff, Theresa Shank (Grentz), Janet Young (Eline)
Cathy Rush (Head Coach)

## Das Erbe der Mighty Macs
Judy Marra heiratete später Phil Martelli, den Head Coach der Saint Joseph’s University. Tina Krah, spätere Direktorin des NCAA Division I Basketball Championship-Tournaments der Damen, Rene Muth Portland, Marianne Crawford Stanley und Theresa Shank Grentz wurden selbst erfolgreiche NCAA-Division-I-College-Coaches.
Zweimalige All-American-Spielerin Stanley hatte ihre Karriere als Assistenzcoach bei Cathy Rush begonnen, gewann drei nationale Meisterschaften (2× AIAW, 1× NCAA) in den 1970er und 1980er Jahren und war zuletzt bis 2022 Head Coach des Indiana Fever (Stand: 2025) in der Women’s National Basketball Association (WNBA). Dreimaliger All-American Grentz gewann die Basketball-Weltmeisterschaft der Damen 1990 und eine olympische Bronzemedaille bei den Spielen der XXV. Olympiade. Sie war Präsidentin der Women's Basketball Coaches Association (WBCA) und gewann eine AIAW-Meisterschaft. Mary Scharff coachte die Macs von 1986 bis 1998 und wurde damit der bis dahin dienstälteste Immaculata-Coach.
Rush, Grentz und Stanley wurden 2000, 2001 und 2002 in die Women’s Basketball Hall of Fame aufgenommen. Für Rush folgte die Aufnahme in die Naismith Memorial Basketball Hall of Fame im Jahr 2008, für Grentz und Stanley – letztere als Coach – im Jahr 2022.

## Der Film
2011 erschien der Film The Mighty Macs (Deutsch: Der große Traum vom Erfolg) über die Geschichte der Meisterschaftsteams in der Regie von Tim Chambers mit Carla Gugino, Ellen Burstyn, Marley Shelton und David Boreanaz. Einige der ehemaligen Spielerinnen spielten darin Nonnen. Und Cathy Rush zahlt als Bankangestellte darin Carla Gugino einen Scheck über 90 Dollar 90 (Rushs Siegquote) aus.